# AUR联盟
AUR联盟（羅馬尼亞語：Alianța AUR）是罗马尼亚右翼至极右翼政党联盟，由罗马尼亚人团结联盟（AUR）和其他较小政党组成。该联盟成立于2023年1月，目的在于参加2024年罗马尼亚选举和2025年罗马尼亚总统选举。截止2024年12月，已有多个成员党退出该联盟，联盟现有AUR和另一小党民族团结集团（BUN）。

## 历史
AUR联盟于2023年1月24日（罗马尼亚公国统一日）正式成立。最初，该联盟由乔治·西米翁领导的罗马尼亚人团结联盟（AUR）、马里安·库克沙（Marian Cucșa）领导的罗马尼亚共和党（PRR）和拉杜·吉达乌（Radu Ghidău）领导的国家农民联盟（ANȚ）组成。政党领导人表示，他们的共同目标是“让罗马尼亚回到它应有的位置”，并赢得了2024年选举。
2023年11月14日，在AUR的新闻发布会上，莉迪娅·瓦迪姆·图多尔（Lidia Vadim Tudor，科尔内留·瓦迪姆·图多尔之女）、前部长伊兰·劳弗（国家认同力量党领袖）、商人穆罕默德·穆拉德（Muhammad Murad）、企业家索林·康斯坦丁内斯库（Sorin Constantinescu）和索林·伊列斯库（Sorin Ilieșiur），以及众议员弗洛里卡·卡洛塔、丹尼尔·福雷亚（Daniel Forea）、杜米特鲁·维奥雷尔·福克沙（Dumitru Viorel Focșa）和参议员奥维迪乌·约瑟夫·弗洛雷安（Ovidiu Iosif Florean）、卡林·乔治·马蒂耶什（Călin Gheorghe Matieș）、瓦西里卡·波泰克（Vasilică Potecă）宣布，他们将加入AUR联盟参加2024年选举。
2023年11月21日，乔治·西米翁宣布，罗马尼亚乡村党和国家复兴联盟将加入AUR联盟。2023年12月14日，由克里斯蒂安·泰尔赫什（自2023年12月12日起担任欧洲议会议员）领导的罗马尼亚国家保守党（PNCR）和多雷尔·武尔波尤（Dorel Vulpoiu）领导的民族团结集团（BUN）加入了AUR联盟。
2024年3月1日，伊兰·劳弗宣布其FIN党退出AUR联盟。劳弗声称，乔治·西米翁主导的AUR联盟旨在“非法转移其它成员党派成员至AUR党，企图消除联盟中的主权主义政党，以没收和摧毁罗马尼亚的民族主义及主权主义运动”。2024年3月2日，国家农民联盟（ANȚ）也宣布退出AUR联盟。ANȚ领导人解释退出的原因是乔治·西米翁的“极权主义倾向和独裁领导风格”。罗马尼亚乡村党也在2024年地方和欧洲议会选举前退出了AUR联盟。
2024年4月，国家保守党（PNCR）领袖、欧洲议会议员克里斯蒂安·泰尔赫什成为AUR联盟在2024年罗马尼亚欧洲议会选举名单上的领衔人。
2024年6月9日，PNCR领袖泰尔赫什成功连任欧洲议会议员。AUR另有五名成员也通过该联盟名单当选。6月19日，所有6名AUR联盟当选议员均正式加入欧洲保守派和改革主义者党团（ECR）。

## 联盟成员政党
| 政党 | 政党               | 简称. | 意识形态                  | 领导人          | 时间        |
| ---- | ------------------ | ----- | ------------------------- | --------------- | ----------- |
|      | 罗马尼亚人团结联盟 | AUR   | 右翼民粹主义 革命民族主义 | 乔治·西米翁     | 2023年1月—  |
|      | 民族团结集团       | BUN   | 罗马尼亚民族主义          | 多雷尔·武尔波尤 | 2023年12月— |

### 已退出成员政党
| 政党 | 政党               | 简称  | 意识形态                      | 领导人               | 加入时间段             |
| ---- | ------------------ | ----- | ----------------------------- | -------------------- | ---------------------- |
|      | 国家农民联盟       | ANȚ   | 罗马尼亚民族主义 民族保守主义 | 拉杜·吉达乌          | 2023年1月—2024年3月    |
|      | 国家认同力量       | FIN   | 罗马尼亚民族主义              | 伊兰·劳弗            | 2023年11月—2024年3月   |
|      | 罗马尼亚乡村党     | RoSAT | 农业主义 基督教民主主义       | 马里安·维舒-伊列斯库 | 2023年11月—约2024年4月 |
|      | 罗马尼亚国家保守党 | PNCR  | 民族保守主义                  | 克里斯蒂安·泰尔赫什  | 2023年12月—2024年8月   |
|      | 国家复兴联盟       | ARN   | 基督教右翼 经济自由主义       | 彼得·科斯特亚        | 2023年11月—2024年8月   |
|      | 罗马尼亚共和党     | PRR   | 罗马尼亚民族主义              | 马里安·库克沙        | 2023年1月–2024年10月   |

## 选举历史

### 欧洲议会选举
| 选举   | 得票数    | 得票率 | 席位    | 排名  | 欧洲政党 | 议会党团 |
| ------ | --------- | ------ | ------- | ----- | -------- | -------- |
| 2024年 | 1,334,905 | 14.93% | 6 / 331 | 第2名 | ECR/ECPM | ECR      |

注释：
1 AUR联盟成员政党席位分布：罗马尼亚人团结联盟（AUR）5席，罗马尼亚国家保守党（PNCR）1席，其余成员党未获任何席位，包括民族复兴联盟（ARN）、罗马尼亚共和党（PRR）和民族团结集团（BUN）。